# Arvernus
Arvernus je keltský epiteton boha Merkura. Ačkoliv jméno odkazuje na Arverny na jejíchž území byl Merkur velmi ucíván. Zajímavá svatyně se nacházela v Puy-de-Dôme. Všechny nápisy Merkur Arvernus se nachází v Porýní. Jedno je jméno také zmíněno jako Mercury Arvernorix což znamená 'král Arvernů'. Jméno je také porovnatelné s nápisem Mercury Dumiatis nalezený na území Arvernů. Jméno pochází buď z jména Arvernů nebo Auvergne. Zdá se, že význam jména je složen z keltského adjektiva φara-werno-s, což znamená „před olší“.